# Vault 7
Vault 7 је серија докумената које је Викиликс почео да објављује 7. марта 2017. године, а који детаљно описују активности и могућности Централне обавештајне агенције Сједињених Америчких Држава (CIA) за обављање електронског надзора и сајбер ратовања. Датотеке, који датирају из периода од 2013. до 2016. године, укључују детаље о софтверским могућностима агенције, као што су могућност компромитовања аутомобила, паметних телевизора, веб претраживача (укључујући прегледаче Google Chrome, Microsoft Edge, Mozilla Firefox и Opera), и оперативних система већине паметних телефона (укључујући Apple IOS и Гуглов Андроид), као и других оперативних система као што су Microsoft Windows, MacOS и Linux. Интерна ревизија CIA-е је идентификовала 91 алат за злонамерни софтвер од више од укупно 500 таквих алата који су се користили у 2016. години а који су компромитовани објављивањем. Алати су развијени од стране Огранка за подршку операцијама CIA-е.
Објављивање садржаја Vault 7 навело је CIA да редефинише Викиликс као „недржавну непријатељску обавештајну службу“. У јулу 2022. бивши софтверски инжењер CIA Џошуа Шулте, осуђен је због цурења докумената Викиликсу.